# Beauwelz
Beauwelz (en wallon Beawé) est une section de la commune belge de Momignies, située en Wallonie dans la province de Hainaut. La commune est bornée au nord, à l'est et au sud par Momignies et à l'ouest par Anor (France). Source de l'Eau d'Anor, qui se dirige vers la France. C'était une commune à part entière avant la fusion des communes de 1977.
Beauwelz se trouve sur le territoire du Parc national de l'Entre-Sambre-et-Meuse (ESEM).

## Évolution démographique
- Sources : INS, Rem. : 1831 jusqu'en 1970 = recensements, 1976 = nombre d'habitants au 31 décembre.

## Histoire
La première mention du nom du village date du début du XIVe siècle. Beauwelz est l’un des villages appelés les neuf villes du sart de Chimay, qui ont appartenu au seigneur de Chimay jusqu'à la fin de l'Ancien Régime.
En 1406, on y compte 15 feux ou maisons et 6 seulement en 1445, à la suite des continuels de passages de troupes qui pillent et détruisent tout.
Le moulin à eau est détruit par les Français en 1544 . Il sera converti par la suite en fourneau par les Lobbet et Jacquier. En 1602, il appartient à Laurent Polchet, d'Eppe-Sauvage, qui a épousé Catherine Jacquier, et qui sera mayeur de Sivry six ans plus tard.
Une chapelle, desservie par le vicaire de Momignies, est construite en 1631. En 1803, la paroisse devient autonome et en 1840, on construit l'église actuelle dédiée à saint Quentin.
En 1829, la commune compte 667 habitants et 134 maisons couvertes de chaume pour les ¾ d'entre elles et d’ardoises pour le restant. Les bois couvrent 188 bonniers. Au début du XXe siècle, on compte 18 voituriers dans la commune. A la même époque, on recense 41 chevaux, 5 poulains, 154 bêtes à cornes, 31 veaux, 20 porcs et 18 ruches. On cultive surtout les pommes de terre, base de la nourriture, et l’on produit du beurre et du fromage. Il existe alors 30 métiers de fabrication de bas en laine, pour le compte de fabricants de bonneterie qui fournissent la laine provenant des provinces de Namur et de Liège. Les femmes, elles, filent la laine. Il y a aussi 3 métiers à tisser le lin. La saboterie se développe au milieu du XIXe siècle. Au début du Xe siècle, neuf patrons occupent 36 ouvriers.
Le 9 novembre 1998, on a inauguré deux stèles fixées sur un bloc de pierre en souvenir des Cadets de Gascogne qui ont libéré la commune le 9 novembre 1918 et à la mémoire du caporal Seillier, qui sonna l’armistice deux jours plus tard.
Le 3 juin 1940, l’abbé Desmoutiers, curé, et M. Delahaye, instituteur, sont conduits comme otages au casino de Dinant, en compagnie d’une trentaine de personnes.

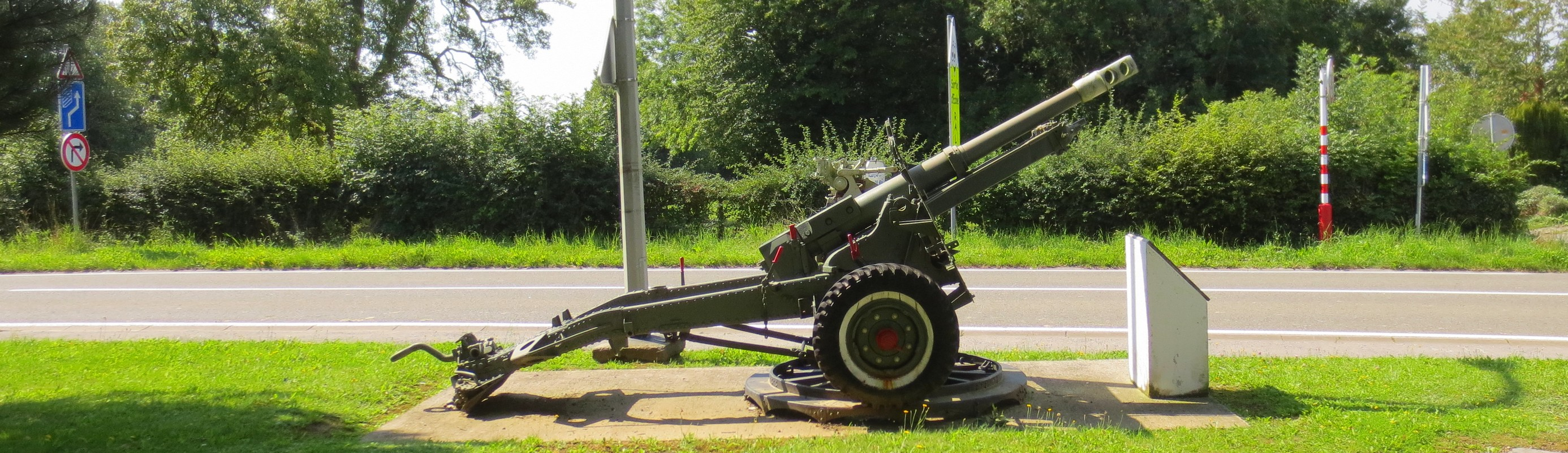
Beauwelz.

## Patrimoine et culture locale

### Patrimoine architectural
- Eglise Saint-Quentin. Construite en 1840 en style néo-classique[3].
- Chapelle Notre-Dame del Brouffe. Potale de la fin du XVIIIe siècle[4]. Il se situe rue Pilarde.
- Ferme de la Dame-au-Lit dit Dame Adeline. Remontant au XVIIIe siècle, double ferme située autour d'une cour rectangulaire[4].